# Elezioni parlamentari in Liechtenstein del 2021
Le elezioni parlamentari in Liechtenstein del 2021 si sono tenute il 7 febbraio per il rinnovo del Landtag, il parlamento del paese.
Esse hanno visto un sostanziale pareggio tra le due più grandi forze politiche del paese, portando così ad una necessaria collaborazione che ha visto, infine, la nomina a Primo ministro di Daniel Risch.

## Sistema elettorale
Per le elezioni parlamentari, la legge elettorale liechtensteiniana prevede l’applicazione di un sistema proporzionale con voto di preferenza in due collegi plurinominali: il primo (“Oberland”) cui spettano 15 seggi ed il secondo (“Unterland”) cui invece ne spettano 10. È prevista una soglia elettorale all'8%.
In sede di voto, dunque, gli elettori possono accettare una lista di partito, ma anche cancellare i candidati per cui non desiderano esprimere un voto, aggiungendone a loro volta altri da altre liste.
Infine, il voto è obbligatorio e la maggior parte viene effettuato per posta. Per via di ciò, i seggi elettorali sono addirittura aperti solo per un'ora e mezza.

## Risultati
| Unione Patriottica (VU)                  | 72 361  | 35,89 | 10 |  |  |  |
| Partito Progressista dei Cittadini (FBP) | 72 319  | 35,87 | 10 |  |  |  |
| Lista Libera (FL)                        | 25 943  | 12,87 | 3  |  |  |  |
| Democratici per il Liechtenstein (DpL)   | 22 456  | 11,14 | 2  |  |  |  |
| Gli Indipendenti (DU)                    | 8 556   | 4,24  | –  |  |  |  |
| Totale                                   | 201 635 | 100   | 25 |  |  |  |
|                                          |         |       |    |  |  |  |
| Schede bianche                           | 0       | 0,00  |    |  |  |  |
| Schede nulle                             | 602     | 3,79  |    |  |  |  |
| Votanti                                  | 15 901  | 78,01 |    |  |  |  |
| Elettori                                 | 20 384  |       |    |  |  |  |

Nota: Il totale esposto, 201.635, non corrisponde al totale dei singoli voti espressi per un partito, bensì la somma delle preferenze totali: poiché infatti il sistema elettorale permette di esprimere non solo dei veri e propri voti per una lista di partito, bensì preferenze singole per i candidati, ogni elettore può esprimere plurime preferenze ed il numero totale, conseguentemente, è maggiore.
Nota: Sul numero dei votanti (15.901), 15.299 (96,21%) sono votanti che hanno espresso voti validi.
Nota: Nel conteggio delle schede, il paese unifica le bianche alle nulle.
| Riepilogo dei voti (+/- elezioni 2017)  | Riepilogo dei voti (+/- elezioni 2017) | Riepilogo dei voti (+/- elezioni 2017) | Riepilogo dei voti (+/- elezioni 2017) | Riepilogo dei voti (+/- elezioni 2017) | Riepilogo dei voti (+/- elezioni 2017) | Riepilogo dei voti (+/- elezioni 2017) |
| --------------------------------------- | -------------------------------------- | -------------------------------------- | -------------------------------------- | -------------------------------------- | -------------------------------------- | -------------------------------------- |
| Unione Patriottica                      | Unione Patriottica                     | Unione Patriottica                     |                                        |                                        | 35,89%                                 | ▲ 2,16                                 |
| Partito Progressista dei Cittadini      | Partito Progressista dei Cittadini     | Partito Progressista dei Cittadini     |                                        |                                        | 35,87%                                 | ▲ 0,63                                 |
| Lista Libera                            | Lista Libera                           | Lista Libera                           |                                        |                                        | 12,87%                                 | ▲ 0,25                                 |
| Democratici per il Liechtenstein        | Democratici per il Liechtenstein       | Democratici per il Liechtenstein       |                                        |                                        | 11,14%                                 | Nuovo                                  |
| Gli Indipendenti                        | Gli Indipendenti                       | Gli Indipendenti                       |                                        |                                        | 4,24%                                  | ▼ 14,17                                |
| Riepilogo dei seggi (+/- elezioni 2017) |                                        |                                        |                                        |                                        |                                        |                                        |
|                                         |                                        |                                        |                                        |                                        |                                        |                                        |
| FL                                      | 3                                      | ━                                      |                                        | VU                                     | 10                                     | ▲ 2                                    |
| FBP                                     | 10                                     | ▲ 1                                    |                                        | DpL                                    | 2                                      | Nuovo                                  |
| DU                                      | 0                                      | ▼ 5                                    |                                        |                                        |                                        |                                        |